# 패러독스 디벨로프먼트 스튜디오
패러독스 디벨로프먼트 스튜디오(Paradox Development Studio)는 1995년에 설립된 스웨덴의 게임 개발사로, 모 회사인 패러독스 인터랙티브와 밀접한 관련이 있다. 패러독스 개발 스튜디오에서는 크루세이더 킹 시리즈, 유로파 유니버설리스 시리즈, 빅토리아 시리즈 그리고 하츠 오브 아이언 시리즈 같은 역사 시뮬레이션 게임들을 많이 제작했으며, 이들 시리즈로 유명하다.

## 역사
패러독스 디벨로프먼트 스튜디오는 1995년 스웨덴의 보드 게임회사였던 Target Games의 전략 비디오 게임을 개발하는 한 부서로 시작했다. 그리고 1997년엔 유로파 유니버설리스 개발에 착수하게 된다. 그리고 1999년 Target Games가 가지고 있던 판권을 갖고 패러독스 엔터테이먼트에 흡수되면서 분사하여 대전략 게임에 초점을 두는 패러독스 인터랙티브를 차리게 된다. 패러독스 인터렉티브는 처음에는 전략 게임을 자체 유통하였지만 곧, 다른 게임 개발사들의 제품을 유통하는 방향으로 나가게 된다.
2012년 1월, 패러독스 인터렉티브는 자사를 분할해 원래 있던 패러독스 인터랙티브는 계속 게임 유통사로 놔두고, 패러독스 개발 스튜디오를 차리게 된다. 이때 패러독스 개발 스튜디오에서는 32명의 직원들이 4개의 서로 다른 프로젝트를 맡았다. 이 스튜디오의 매니저는 Target Games에서부터 게임 개발 부서를 이끌던 조안 안데르손이 맡게 되었으며, 포럼에서 활동하던 사람들을 많이 채용하였다.

## 클라우제비츠 엔진
2007년 패러독스 개발 스튜디오에서 새로운 게임 엔진인 클라우제비츠 엔진을 유로파 유니버설리스 3에 처음 탑재하였으며, 이후 패러독스 개발 스튜디오에서 개발한 모든 게임에 클라우제비츠 엔진이 들어가게 되었다. 클라우제비츠 엔진은 게임을 하면서 전체 세계지도 혹은 부분을 3D로 볼 수 있게 해주었다.

### 조미니 엔진
임페라토르: 롬부터 사용된 클라우제비츠 엔진의 개량된 엔진으로 64비트, 다이렉트 X 11 지원 및 멀티스레드에 대한 지원이 추가되었다.

## 개발한 게임

### 유로파 엔진
- 유로파 유니버설리스
- 유로파 유니버설리스 2
- 하츠 오브 아이언
- 빅토리아: 해가 지지 않는 제국
- 크루세이더 킹즈
- 하츠 오브 아이언 2

### 클라우제비츠 엔진
- 유로파 유니버설리스 3
- 하츠 오브 아이언 3
- 빅토리아 2
- 크루세이더 킹즈 2
- 유로파 유니버설리스 4
- 스텔라리스
- 하츠 오브 아이언 4

#### 조미니 엔진 (개량형 엔진)
- 임페라토르: 롬
- 크루세이더 킹즈 3
- 빅토리아 3

## 같이 보기
- 패러독스 인터랙티브 게임 목록
- 패러독스 인터랙티브